# Flora Reef
Flora Reef är ett rev i Korallhavsöarna i Australien. Det ligger cirka 210 km öster om Cairns i Queensland.